# Середній Сардик
Сере́дній Сарди́к (рос. Средний Сардык) — річка в Удмуртії (Селтинський район), Росія, права притока Кільмезю.
Річка починається за 6 км на південний схід від села Кучер-Копки. Протікає спочатку на південний схід, через 3 км повертає на південний захід. Нижня течія заболочена. Впадає до Кільмезі навпроти села Прой-Балма. Річка протікає повністю через лісові масиви.